# Giron Zsolt
Giron Zsolt (Jászfelsőszentgyörgy, 1957. szeptember 25. –) labdarúgó, hátvéd.

## Pályafutása

### Klubcsapatban
1975 és 1979 között volt a Ferencváros játékosa, ahol egy-egy bajnoki ezüst- és bronzérmet, illetve két magyar kupa-győzelmet szerzett a csapattal. A Fradiban 55 mérkőzésen szerepelt (14 bajnoki, 13 nemzetközi, 28 hazai díjmérkőzés) és 3 bajnoki gólt szerzett. 1979-ben játékos csere keretében klubot váltott. Judik Péter a Ferencváros, Giron a Dunaújvárosi Kohász játékosa lett.

## Sikerei, díjai
- Magyar bajnokság
  - 2.: 1978–79
  - 3.: 1976–77
- Magyar kupa (MNK)
  - győztes: 1976, 1978